# Amaseno (fiume)
Il fiume Amaseno è un corso d'acqua laziale che interessa la provincia di Frosinone e la provincia di Latina. Non va confuso con l'omonimo torrente affluente del fiume Liri.

## Il fiume nell'Eneide
Il fiume Amaseno rivendica una particolare importanza tanto che è anche citato dal poeta Virgilio nei libri VII e XI dell’Eneide.
Nel Libro VII Virgilio definisce il fiume Amaseno come il padre di nobili guerrieri, riferendosi ai Volsci, non solo perché le sue rive erano abitate da nobili popolazioni, ma anche perché le piene molto abbondanti rendevano i terreni vicini fertili, permettendo così di ottenere buoni raccolti.
Invece, nel Libro XI Virgilio lo inserisce nella leggenda della regina Camilla e di Metabo, suo padre e re dei Volsci.
Il re dei Volsci Metabo viveva a Priverno, l'antica capitale del regno dei Volsci, con sua moglie Casmilla e la loro figlia Camilla. Un giorno, però, i nemici di Metabo organizzarono una rivolta popolare e il re fu costretto a fuggire da Priverno con Camilla in braccio; dopo una lunga fuga, inseguito dai soldati avversari, fu costretto a fermarsi di fronte ad un fiume, ovvero l’Amaseno, che era in piena e sgorgava dalle rive perché durante la notte aveva piovuto molto.
A questo punto, l’unica soluzione per Metabo era quella di attraversare il fiume a nuoto, ma non poteva farlo con sua figlia Camilla in braccio. Allora il re chiese aiuto alla dea Latona e lanciò Camilla sull'altra sponda del fiume; sentendo l'avvicinarsi dei nemici, subito si gettò anche egli nel fiume e a nuoto raggiunse Camilla, la raccolse e scappò verso le montagne, perché nessuna città li accolse. Iniziarono così a vivere su quei monti e quando Camilla iniziò a camminare il padre le insegnò l'uso delle armi. Secondo la leggenda di Virgilio Camilla, divenuta adulta, ottenne un esercito tutto suo, combattendo a fianco di Turno, il re dei Rutuli, contro Enea ed i Troiani. Inoltre, in un momento in cui Turno si era ritirato con le truppe dalla battaglia poiché aveva discusso con l'indovino Drance, Camilla prese il comando dell'esercito che difendeva la città di Latino, ma morì, uccisa dalla lancia dell’etrusco Arunte, dopo aver sconfitto numerosi avversari.

## Corso
L'Amaseno nasce da un'altura denominata monte Quattordici (447 m) in provincia di Frosinone, in una zona compresa tra i comuni di Amaseno e di Castro dei Volsci. Si dirige a ovest percorrendo una valle chiamata valle Fratta fino a lambire il paese di Amaseno; riceve quindi da sinistra alcuni torrenti che scendono dai Monti Ausoni. Segna per breve tratto il confine tra le province di Frosinone e Latina per poi entrare definitivamente in quest'ultima, dove subito riceve da destra l'apporto idrico del suo principale affluente, il fiume Monteacuto, presso Prossedi. Continua il suo corso bagnando Priverno dove devìa bruscamente verso sud entrando nell'Agro Pontino presso l'Abbazia di Fossanova.

## Affluenti
Dopo un percorso di circa 40 km, in località Ponte Maggiore nei pressi di Terracina, prende la denominazione di fiume Portatore e si affianca al canale Diversivo Linea che raccoglie le acque del fiume Ufente e del canale Linea Pio VI. Assieme a quest'ultimo sfocia nel mar Tirreno in località Badino.

## Ittiofauna
La fauna ittica del corso d'acqua è relativamente intatta, sono presenti varie specie in via d'estinzione come il ghiozzo di ruscello o la trota macrostigma.